# ICarly: Music from and Inspired by the Hit TV Show
ICarly: Music from and Inspired by the Hit TV Show is het soundtrackalbum gebaseerd op de Nickelodeonserie iCarly. In de week van de verschijning werden er al 20.000 exemplaren verkocht. Het album kwam in de Billboard 200 binnen op nummer 28.

## Nummers
Al deze nummers staan op de normale cd:
1. "The Countdown"
2. "Leave It All to Me" (Miranda Cosgrove feat. Drake Bell) - 2:41
3. "What's Next Baby?"
4. "Stay My Baby" (Miranda Cosgrove) - 3:05
5. "About Me?"
6. "About You Now" (Miranda Cosgrove) - 3:10
7. "Build-a-Bra"
8. "Beautiful Girls (Nickelodeon versie)" (Sean Kingston) - 3:43
9. "Sam's Second Toe"
10. "Dance Floor Anthem" (Good Charlotte) - 4:00
11. "Locked in the Closet "
12. "I Like That Girl" (Leon Thomas III) - 3:02
13. "We Hated Your Girlfriend "
14. "Girlfriend (Nickelodeon versie)" (Avril Lavigne ft. Lil Mama) - 3:05
15. "Blueberry Belly Button"
16. "Freckles" (Natasha Bedingfield) - 3:31
17. "Gas Station Snacks
18. "Face in the Hall" (The Naked Brothers Band)
19. "You Can't Do That!"
20. "Let's Hear It for the Boy" (The Stunners) - 3:00
21. "Ten Things Boys Like"
22. "Thunder" (Boys Like Girls) - 3:51
23. "Headphones Are Huge"
24. "Headphones On" (Miranda Cosgrove) - 3:03
25. "Suckish Improv Game"
26. "Move (Nickelodeon versie) " (Menudo) - 3:31
27. "World's Fattest Priest "
28. "I'm Grown" (Tiffany Evans ft. Bow Wow) - 3:31
29. "Back to One"

### Luxeversie
Op de luxeversie van het album staan meer nummers.
29. "The New Way"
30. "Leave it All to Me (Jason Nevins Remix)" (Miranda Cosgrove ft. Drake Bell) - 2:25
31. "So Hot It Hurts Me"
32. "Whatever My Love" (Mickey Drummond) - 3:28
33. "Their Music Is Soooo Good"
34. "Take Me Back" (Backhouse Mike) - 2:19
35. "Back to One"